# Opérations navales dans les eaux soviétiques occupées par la Roumanie
Front de l'Est (Seconde Guerre mondiale)
Batailles
- Constanța
- 26 juin 1941
- 9 juillet 1941
- München
- Odessa
- Crimée (1941)
- 6 décembre 1941
- Jibrieni
- Cap Burnas
- Kertch-Eltigen
- Crimée (1944)

- Raids soviétiques de surface
- Opérations navales roumaines

Campagnes sous-marines
- 1941
- 1942
- 1943
- 1944

Entre 1941 et 1944, la Roumanie contrôlait une grande partie de la côte ukrainienne de la mer Noire à l'est de la Crimée. Cela a été acquis lors de l' Opération Barbarossa. La conquête roumaine de la côte ouest soviétique de la mer Noire a commencé en juillet 1941 lors de l'Opération München et s'est terminée en octobre de la même année, après le Siège d'Odessa. Au lendemain de ces actions, la Roumanie a acquis deux nouveaux secteurs de littoral : la côte bessarabienne et la côte transnistrienne. Ce dernier a été perdu en avril 1944, mais le premier a été défendu avec succès jusqu'en août 1944.

## Actions dans les eaux deBessarabie
- Bataille de Jibrieni :

Le 17 décembre 1941, le sous-marin soviétique M-59 de classe M a mené une attaque contre un convoi de l'Axe près de la ville côtière de Jibrieni (aujourd'hui Prymorske en Ukraine) en décembre 1941. Le convoi était composé des cargos hongrois Kassa et Kolozsvár et de la cargo bulgare Tzar Ferdinand. Les trois navires ont été escortés par les destroyers roumains Regele Ferdinand et Regina Maria, les canonnières roumaines Stihi et Ghiculescu et les torpilleurs roumains Sborul et Smeul. Les deux torpilles lancées par le sous-marin soviétique ont manqué respectivement l'arrière et la proue du destroyer roumain. Avec 25 nœuds, Regele Ferdinand s'est précipité vers l'endroit d'où les torpilles ont été lancées et a largué trois séries de charges profondes. Entre la deuxième et la troisième série, du carburant et des bulles ont émergé de l'eau. Regele Ferdinand a ensuite encerclé la zone et a largué quatre autres charges de profondeur, suivies de plus de carburant émergeant des profondeurs ainsi que de morceaux de bois. Regele Ferdinand a signalé le naufrage du sous-marin, qui a été confirmé par le commandement naval roumain. Des sources d'après-guerre ont révélé l'identité du sous-marin en tant que M-59. 
- Bataille du cap Burnas :

Le 1er octobre 1942, près de la liman de Burnas, le sous-marin soviétique M-118 de classe M a attaqué et coulé le navire de transport allemand Salzburg. Après l'attaque, le sous-marin a été localisé par un hydravion allemand BV 138C, et les canonnières roumaines Sublocotenent Ghiculescu et Stihi Eugen ont été envoyées sur les lieux. Les deux navires de guerre roumains ont attaqué le sous-marin avec des charges profondes, le coulant avec tout son équipage. 
- Le 14 octobre 1942, le sous-marin soviétique M-32 a attaqué sans succès le destroyer roumain Regele Ferdinand près du Liman de Burnas, le sous-marin étant ensuite chargé en profondeur et endommagé par le torpilleur roumain Smeul.

## Actions dans les eaux transnistriennes

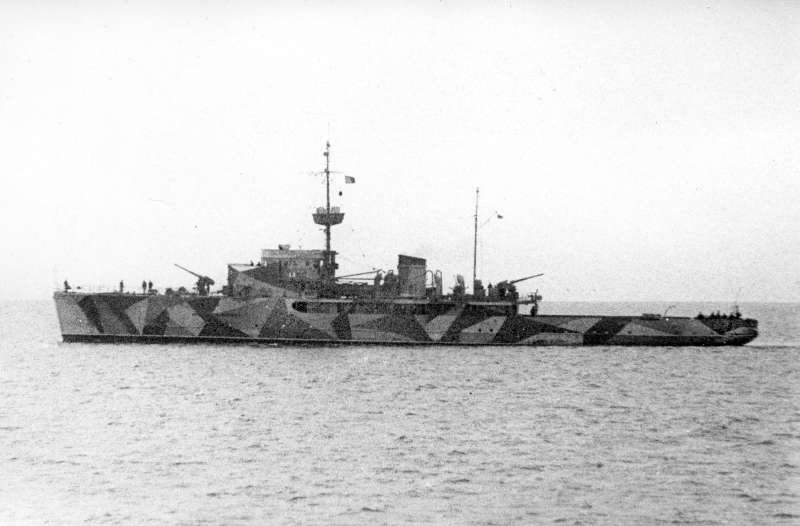
Mouilleur de mines Amiral Murgescu

- Le 9 novembre 1941, les torpilleurs roumains Viforul et Vijelia sont coulés près d'Odessa par des mines soviétiques.
- Le 13 juin 1942, le sous-marin soviétique A-5 a été endommagé par des charges profondes roumaines près d'Odessa .
- Le 24 juin 1942, le mouilleur de mines roumain Amiral Murgescu et un autre navire auxiliaire ont mis des mines au large d'Odessa , alors qu'ils étaient escortés par les destroyers roumains Regele Ferdinand et Regina Maria , le chef de la flottille roumaine NMS Mărășești, les canonnières roumaines Ghiculescu, Stihi et Dumitrescu et la canonnière Smeul (ex-torpilleur), ainsi que les dragueurs de mines allemands de la flottille de Donau. Les mines posées près d'Odessa ont coulé plus tard les sous-marins M-33 et M-60 le 24 août et le 26 septembre de cette année.
- Les canonnières YA-26 et YA-27 ont également coulé, par les mines roumaines près d'Odessa, le 18 avril 1944, quelques jours après que la Transnistrie a été réoccupée par les forces soviétiques.

### Articles externes
- (ru) Flotte de la mer Noire
- (en) Romanian Armed Forces in the Second World War

Bibliographie :
- Donald A Bertke,Don Kindell,Gordon Smith, World War II Sea War, Vol 4: Germany Sends Russia to the Allies, 2012.
- Jipa Rotaru, Ioan Damaschin, Glorie și dramă: Marina Regală Română, 1940–1945, Ion Cristoiu Publishing, 2000.
- Nicolae Koslinski, Raymond Stănescu, Marina română in al doilea război mondial: 1942–1944, Făt-Frumos Publishing, 1996.
- Donald A Bertke, Gordon Smith, Don Kindell, World War II Sea War, Volume 8, Bertke Publications, 2015.